# Tydeman Reef
Tydeman Reef är ett rev på Stora Barriärrevet i Australien.   Det ligger 20 km norr om Cape Melville i delstaten Queensland.